# Pullur
Pullur es una ciudad censal situada en el distrito de Thrissur en el estado de Kerala (India). Su población es de 12656 habitantes (2011). Se encuentra a 21 km de Thrissur y a 50 km de Cochín.

## Demografía
Según el censo de 2011 la población de Pullur era de 12656 habitantes, de los cuales 5923 eran hombres y 6733 eran mujeres. Pullur tiene una tasa media de alfabetización del 96,20%, superior a la media estatal del 94%: la alfabetización masculina es del 97,78%, y la alfabetización femenina del 94,83%.